# Livio Minafra
Livio Minafra (Ruvo di Puglia, 16 settembre 1982) è un compositore e pianista italiano, figlio del jazzista Pino Minafra e vincitore dei premi Top Jazz nel 2005, 2008 e 2011.

## Biografia
Livio Minafra nasce e cresce a Ruvo di Puglia in una famiglia di musicisti (il padre Pino Minafra è un jazzista, mentre la madre Margherita Porfido è pianista e clavicembalista) e si avvicina allo studio del pianoforte all'età di 10 anni, sotto la guida del maestro Francesco de Santis. Nel 2001 inizia la sua attività entrando nel complesso del padre, il Pino Minafra Sud Ensemble, per poi diplomarsi nel 2004 al conservatorio Niccolò Piccinni di Bari e laurearsi nel 2007 in musica jazz. Con il padre gira l'Europa, suonando in Italia, Germania, Francia, Paesi Bassi, Spagna, Austria, Portogallo, Macedonia del Nord e, al di fuori del continente, anche in Giappone. Nel 2003 pubblica il suo primo album da solista, La dolcezza del grido e nel 2008 La fiamma e il cristallo. Livio Minafra ha inoltre vinto il premio Top Jazz diverse volte: nel 2005 vince assieme al Pino Minafra Sud Ensemble nella categoria miglior gruppo dell'anno per l'album Terronia, nel 2008 come miglior talento dell'anno grazie al suddetto album e nel 2011 grazie a Surprise!!!, nominato miglior album dell'anno. Surprise!!! rappresenta il primo lavoro del Livio Minafra 4et composto da Livio Minafra (pianoforte), Gaetano Partipilo (sax), Domenico Caliri (chitarra elettrica) e Maurizio Lampugnani (percussioni). Nella sua carriera ha collaborato con Marko Markovic, Paolo Fresu, Bobby McFerrin, Jerry Gonzalez, Frank London, Mario Schiano, Sergej Kuryokhin, Paul Rutherford, Lucilla Galeazzi, Michele Lomuto, Daniele Sepe e Gianni Ciardo. Ha composto vari brani dedicate al personaggio di Pinocchio. Nel 2012 ha partecipato con i Radiodervish e la banda di Sannicandro di Bari al Talos Festival di Ruvo di Puglia.

## Discografia

### Piano solo
- La dolcezza del grido, Leo Records, 2003.
- La fiamma e il cristallo, Enja, 2008.

### Con il Livio Minafra 4et
- Surprise!!!, Enja, 2011.

### Altre collaborazioni
- Terronia, Enja, 2005 (con il Pino Minafra Sud Ensemble).
- Foua, Ethnoworld, 2005 (con la Municipale Balcanica).
- Una banda di pezzenti, Raitrade, 2005 (con Daniele Sepe).
- Viva la black, Ogun, 2007 (con Keith Tippet, Julie Tippet, Louis Moholo e il Canto General).
- Trasudando, Folk Club Ethnosuoni, 2008 (con Fabio Bagnato).
- Novecembalo, Arspublica, 2008.
- Dolly today, Stradivarius, 2008 (con l'Ensemble del Master Musica d'Oggi).
- Bandervish, Edizioni il manifesto, 2010 (con i Radiodervish).
- Fratelli di Pitalia, Luna Lab, 2010 (con i Luna sotto il Carrubo).
- Millestorie, Tedonelab, 2010 (con l'Actionband).
- Serial thriller, Cni, 2011 (con l'AfroMediterranean Orchestra).
- Un'ala di riserva, Edizioni La Meridiana, 2011 (con il Michele Lobaccaro Ensemble).
- A3 Apulia Project - Odysseia, Cni, 2011 (con Fabio Bagnato).